# Cotapata National Park and Integrated Management Natural Area
Cotapata National Park and Integrated Management Natural Area är ett naturreservat i Bolivia. Den ligger i departementet La Paz, i den centrala delen av landet, 400 km nordväst om huvudstaden Sucre.
I omgivningarna runt Cotapata National Park and Integrated Management Natural Area växer i huvudsak städsegrön lövskog. Runt Cotapata National Park and Integrated Management Natural Area är det glesbefolkat, med 16 invånare per kvadratkilometer.